# كيفن أو
كيفن أوه (هانغل: 케빈 오) هو مغني , كاتب أغاني  و ممثل كوري جنوبي - أمريكي. ولد كيفن اوه بجزيرة لونغ آيلند، ولاية نيويورك ، الولايات المتحدة الأمريكية. شارك كيفن في برنامج المسابقات الكوري الجنوبي سوبرستار كي الموسم السابع و حصل على المركز الأول. كان أيضًا أحد المتسابقين في برنامج JTBC Superband . أطلق أول أسطوانة له، ستاردست، في 20 يناير 2017. 

## الحياة الشخصية
في 1 أبريل 2022 ، تم التأكيد على أن كيفن أوه على علاقة مع الممثلة غونغ هيو-جين.

## مسلسلات
| المسلسل الدرامي    | اسم الشخصية                             | شبكة البث | سنة العرض |
| ------------------ | --------------------------------------- | --------- | --------- |
| الانتقال إلى الجنة | ماثيو جرين/ كانغ سيونغ مين ( الحلقة 9 ) | نتفليكس   | 2021      |
|                    |                                         |           |           |

## ديسكغرافيا

### أغاني[4]
| عنوان            | عام  | الالبوم  |             |             |             |
| عنوان            | عام  | الالبوم  | كفنان رئيسي | كفنان رئيسي | كفنان رئيسي |
| ---------------- | ---- | -------- | ----------- | ----------- | ----------- |
| "Stardust"       | 2017 | Stardust |             |             |             |
| "Sorry" (알아줘) | 2017 |          |             |             |             |

#### أوستات: أغاني المسلسلات الدرامية
| سنة الاصدار | الاوست                      | المسلسل الدرامي     |
| ----------- | --------------------------- | ------------------- |
| 2016        | "Baby Blue"                 | صديقي العزيز        |
| 2017        | "Be My Light"               | آلة كتابة شيكاغو    |
| 2017        | "With You"                  | مانهول              |
| 2018        | "One More Flight"           | اثنا عشر ليلة       |
| 2019        | "I Can't Say It's Only You" | نظفي بشغف           |
| 2020        | "Mind"                      | دوري الموقد         |
| 2020        | "Falling Slow"              | أكثر من مجرد أصدقاء |
| 2021        | "Crazy"                     | دي بي : أيام الكلب  |
| 2021        | "Higher (النسخة الصوتية )"  | دي بي : أيام الكلب  |
| 2021        | "Free"                      | دي بي : أيام الكلب  |
| 2021        | "Higher (نسخة متزامنة )"    | دي بي : أيام الكلب  |
| 2022        | "Memories More than Love"   | زهرة الثلج          |